# ヘスース・フルクトゥオーソ・コントレーラス

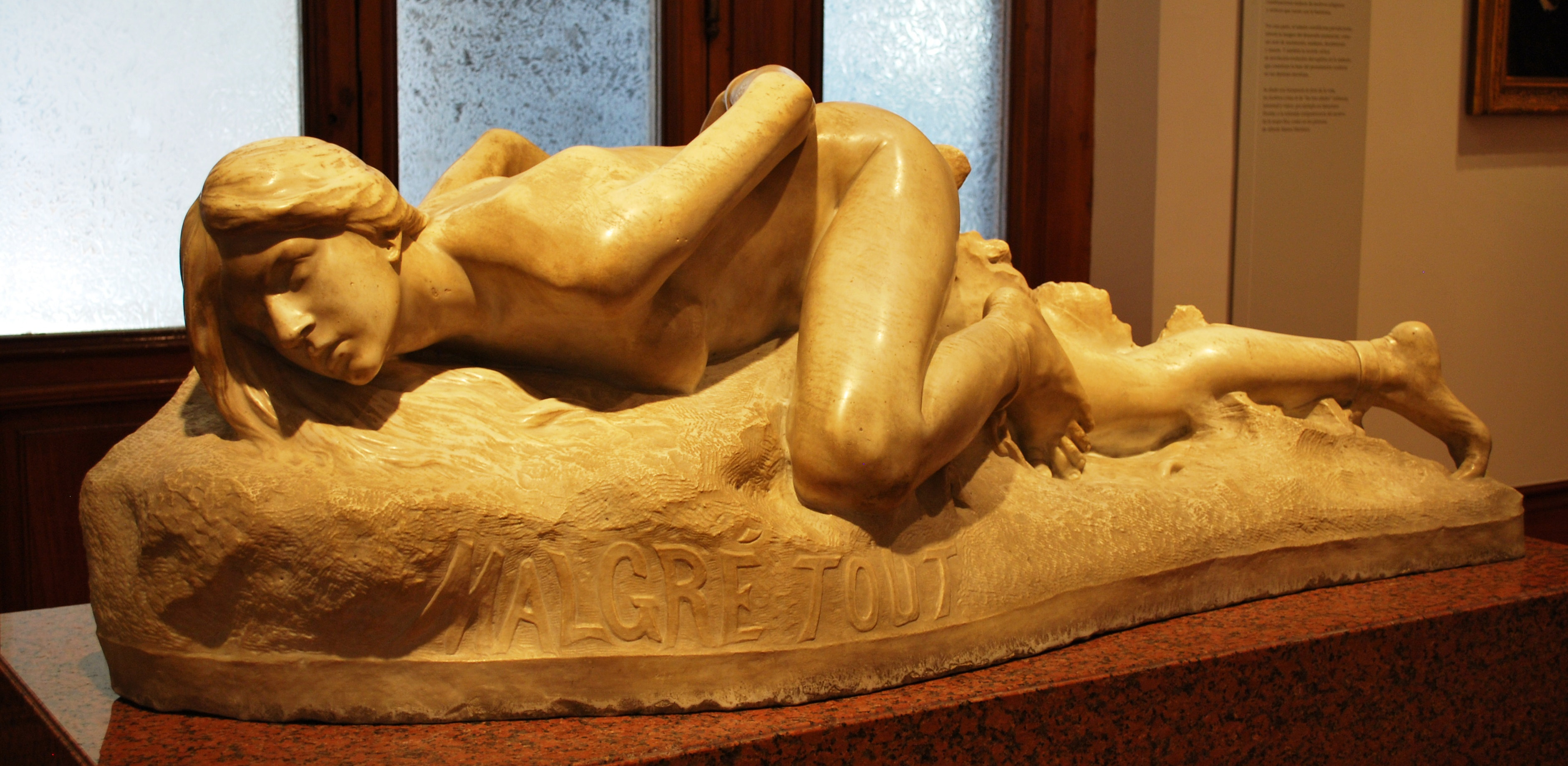
フルクトゥオーソ・コントレーラス作「マルグレ・トゥー」（国立美術館蔵）

ヘスース・フルクトゥオーソ・コントレーラス・チャベス（Jesús Fructuoso Contreras Chávez、1866年1月20日 - 1902年7月13日）は、メキシコの彫刻家。

## 生涯
コントレーラスはアグアスカリエンテスで生まれた。彼はアグアスカリエンテス州初代知事であるホセ・マリア・チャベス (José María Chávez Alonso) の甥だった。地元の彫刻家であるミゲル・ノレーニャ (es:Miguel Noreña) の徒弟として働き、12歳にしてすでにリトグラフ技術者として一人前の能力を持っていた。
1880年にメキシコシティに出た。翌年国立美術学校に入学して優秀な成績をあげたため、奨学金を得て1887年から1889までパリに留学した。
メキシコに帰国後、国立美術学校の鋳造所の仕事を得、また同校の教授に就任した。1892年にメキシコ美術鋳造所(Fundición Artística Mexicana)を設立した。レフォルマ通りに飾られている彫像のうち18体はこの鋳造所で生まれたものである。1900年のパリ万国博覧会に出品するため、1898年にコントレーラスはメキシコ美術庁の長官に任命された。
1898年5月24日、癌によって右腕を切断した。コントレーラスは右腕なしで彫刻が作れるように左腕の訓練を行った。1899年に「無垢」(Inocencia)という題の女性の胸像を左手だけで作っている写真が残っている。
1902年、メキシコシティで没した。

## 主要な作品
代表作「マルグレ・トゥー」(Malgré tout, 1898)は1900年のパリ万博で一等賞を獲得し、この作品でコントレーラスはレジオンドヌール勲章を得た。この作品はオーギュスト・ロダンに高く評価された。この作品が右腕切断の前に作られたものかどうかは伝記作家によって意見が異なっている。この作品は長い間アラメダ・セントラルに野外展示されていたが、現在は国立美術館(MUNAL)が所蔵している。
レフォルマ通りに置かれているクアウテモックの銅像 (Monument to Cuauhtémoc) はミゲル・ノレーニャを作成責任者とし、フランシスコ・ヒメネスによって設計され、コントレーラスによって鋳造された。像は1887年8月21日に公開された。
イグナシオ・サラゴサの銅像はコアウイラ州サルティーヨに置かれている。

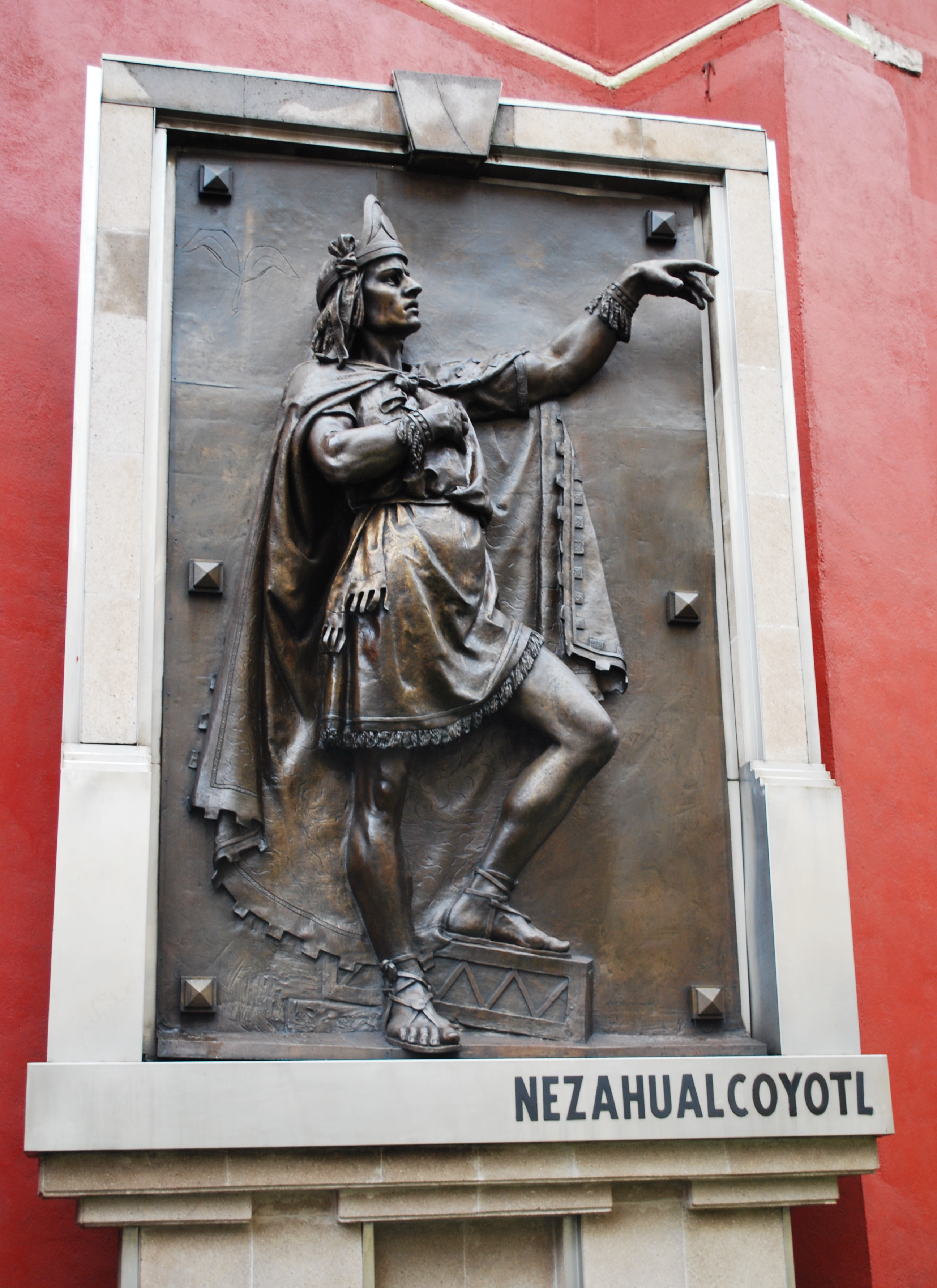
ネサワルコヨトルの像（三文化広場）
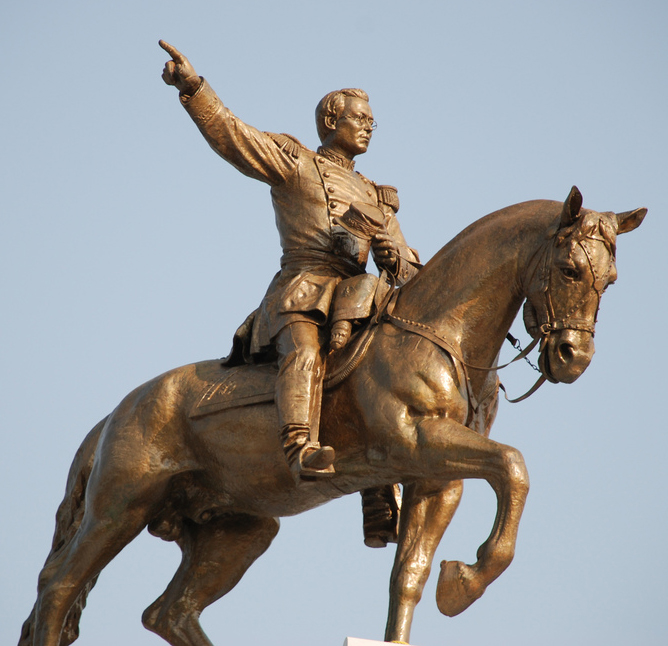
イグナシオ・サラゴサの銅像（サルティーヨ）
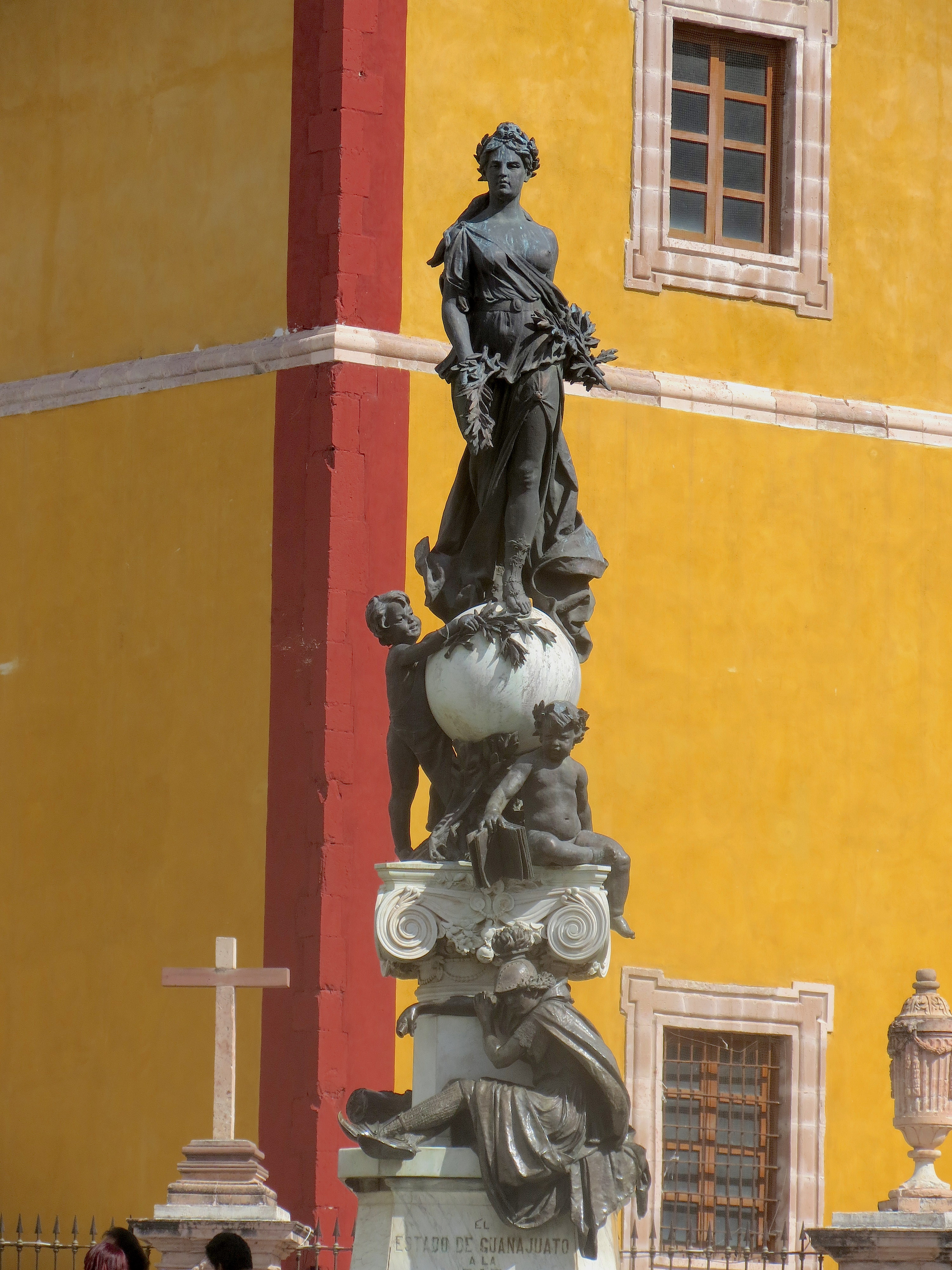
平和記念碑（グアナフアト）

## 影響
マヌエル・ポンセによる左手のためのピアノ曲「マルグレ・トゥー」（1900年作曲）は、同名のコントレーラスの作品から名前を得ている。ポンセはコントレーラスの友人であり、右腕を失ったコントレーラスに捧げられている。